# 야마시 전쟁
야마시 전쟁(Yamasee War, Yemassee War)은 1715년에서 1717년에 걸쳐 당시 영국의 식민지였던 사우스캐롤라이나에서 사우스캐롤라이나 식민지와 야마시 족을 비롯한 미국 인디언 부족 사이에서 싸운 전쟁이다.
이 전투에 참가한 인디언 부족은 야마시 족 외에 크릭 족, 체로키 족, 치카소 족, 카토바 족, 애팔라치 족, 애팔라치코라 족, 유치 족, 사바나 강 쇼니 족, 콘가리 족, 웩스호 족, 피디 족, 케이프 페어 족, 체로 족 등 다른 많은 부족이 참가했다. 이 인디언 일부 부족은 매우 소소한 역할을 하기도 했고, 또 일부는 사우스캐롤라이나 식민지를 습격하여 파괴하기도 했다. 수백 명의 식민지 개척민들이 죽고 많은 개척지가 파괴되었다. 현지에 있던 무역상은 현재 미국의 남동부 지역에서 살해되었다. 사우스캐롤라이나의 많은 개척지가 유기돼도 개척민들은 찰스 타운으로 피난을 갔지만, 물자가 부족 기아가 발생했다. 1715년에는 사우스캐롤라이나 식민지의 생존 자체가 위기에 처해 있었다. 1716년이 되어 정세가 바뀌어 체로키 족이 사우스캐롤라이나 편이 되어 크릭 족을 공격했다. 1717년에는 사우스캐롤라이나의 주요 적대 세력이 분쟁에서 손을 떼고 철수하면서, 순간적인 평화가 찾아 왔지만, 인디언 및 식민지 백인들의 마음에 상처를 남겼다.
야마시 전쟁은 미국의 식민지 중에서도 가장 파괴적이고, 변칙적인 싸움이 되었다. 백인의 지배에 저항한 미국 인디언이 가장 심각하게 봉기한 사건이기도 하다. 사우스캐롤라이나는 1년 이상 붕괴 직전에 있고, 백인 인구의 7%가 죽었다. 미국 식민지에서 가장 피로 물든 전쟁이라는 ‘필립 왕 전쟁’보다 참혹한 것이었으며, 이후 영국, 스페인 및 프랑스의 식민지와 남동부 인디언의 모든 부족과의 지리적, 정치 상황이 급속하게 바뀌게 되었다. 이 전쟁은 미국 남부의 초기 식민지 시대의 끝을 알리는 것이었다. 또한 야마시 전쟁 이후 크릭 족과 카타우바 족 등의 새로운 인디언 동맹이 맺어졌다. 사우스캐롤라이나에게 야마시 전쟁은 전환점이 된 큰 사건이었다.
전쟁의 원인은 복잡했고, 참여한 많은 인디언 부족들도 집단간 서로 다른 이유를 가지고 있었다. 따라서 공약도 서로 달랐다. 이러한 전쟁의 원인들 중에는 유럽인들에 대한 토지 잠식과 무역 제도, 무역상들의 오남용, 인디언 노예 무역, 사슴의 고갈, 부유해지는 개척민들과는 대조적으로 점점 가난해지는 인디언들, 벼동사 재배지의 확대, 영국 무역에 대안으로 제시되던 루이지애나에서의 프랑스인들의 영향력, 스페인령 플로리다와 오랫동안 유지해온 인디언 동맹, 인디언 부족 사이의 권력 투쟁, 점점 탄탄해져 가는 부족 간 커뮤니케이션, 그리고 최근에 이전 원거리 부족과의 군사적 동맹 경험 등이 복잡하게 얽혀 있었다.

## 같이 보기
- 미국 인디언 전쟁